# Житомирский, Константин Григорьевич
Константи́н Григо́рьевич Жито́мирский (псевдонимы — Мирской, Зинин, настоящее имя Израиль Гиршевич Житомирский; 1863, Мариуполь, Екатеринославская губерния — 1918, Таганрог) — российский педагог-словесник, филолог и журналист.

## Биография
Родился в Мариуполе 13 января 1863 года в семье еврея-ремесленника (шапочника) Гирша Житомирского (1813—1874), автора поэмы «Падение Иерусалима» на иврите, и Иты Житомирской; был одним из 8 детей. Дед был знатоком Талмуда, жил в Бахмуте.
Окончил еврейское приходское училище в Мариуполе. Учился на естественном отделении Новороссийского университета, затем перешёл на историко-философский факультет, который окончил в 1888 году. Был оставлен со степенью кандидата филологии для подготовки к профессорскому званию, но в конце концов не был утверждён. В 1890 году уехал в США, но через полгода вернулся и поселился в Таганроге. Занимался репетиторством, в 1892—1894 и 1900—1904 годах заведовал Таганрогским еврейским училищем, а также преподавал основы иудаизма в мужских и женских гимназиях города.
В 1905—1907 годах, будучи домашним учителем, посетил с семьями учеников Швейцарию (жил в Давосе), Францию и Великобританию. В 1907—1908 годах работал преподавателем в Торговой школе в Одессе, в 1911—1915 годах — учителем древних языков (древнееврейского, греческого и латинского) в гимназии Кагана в Вильно; вместе с гимназией был эвакуирован в Екатеринослав. В 1916 году поступил на службу в банк в Таганроге. Член Педагогического общества Е. М. Гаршина.
Умер в Таганроге 19 декабря 1918 года.
С 1894 года был постоянным сотрудником «Педагогического сборника», публиковал работы по общим вопросам педагогики, выступал за либерализацию общеобразовательного обучения. В 1896 году разработал зрительно-звуковой (слоговый) метод обучения грамоте, впоследствии общепринятый. Опубликовал ряд работ по упорядочению древнееврейского произношения, обучению грамоте в еврейской школе, методике преподавания древних языков. Объёмная «Латинская грамматика», содержащая ряд революционных для своего времени методических особенностей, осталась неизданной. Печатался в «Приазовском крае», «Таганрогском вестнике», «Донской речи», «Мире божьем», «Приазовской речи», «Русской школе», «Еврейской школе», «Вестнике общества просвещения евреев», был редактором «Донского слова». Автор книг «Единение семьи и школы» (1906), «Молох XX века: Правописание» (1915), «Как учить грамоте» (1915).
В 1913 году в Вильне в соавторстве с Д. Гохбергом вышел его филологический труд на идише «Ди визуэл-фонетише методе цу лернен лейенен аф идиш» (визуально-фонетический метод обучения чтению на идише); вторая часть этого труда вышла в Киеве в 1918 году — «Бамеркунген ун методише онвайзунген цу дер найер шул» (замечания и методические инструкции для новой школы).

## Избранная библиография
- Единение семьи и школы: (Нужны ли родит. кружки?). — Ростов-на-Дону: тип. «Дон. речь», 1906. — 23 с.
- Стенография, как предмет всеобщего обучения // Сборник педагогических статей в честь редактора журнала «Педагогический сборник» А. Н. Острогорского ... / Под ред. П.В. Петрова. — Санкт-Петербург: тип. М. М. Стасюлевич, 1907. — С. 52—81.
- Молох XX века: (Правописание). — Москва : Труд, 1915. — [4], 258 с.
- Как же учить грамоте? — Москва : Труд, 1915. — 124 с. : ил.

Избранные труды К. Г. Житомирского с библиографией были собраны в книге «Эмансипация педагогики» (М.: Янус-К, 2002).

## Семья
Жена (с 1885 года) — Зинаида Моисеевна Виктешмаер (1867—1918), акушерка. Их дети:
- Ида Константиновна Либстер (1887—1942), библиограф. Внучка — художник Ирина Александровна Либстер (1914—2005).
- Григорий Константинович Житомирский (1888—1935), юрист. Внук — польский поэт, драматург и переводчик Эугениуш Житомирский (Евгений Григорьевич, Eugeniusz Żytomirski; 1911—1975). Внучка — польский писатель и литературовед, филолог-славист Ксения Житомирска (Ксения Григорьевна, пол. Xenia Żytomirska Grzebieniowska, во втором браке Xenia Z. Gąsiorowska; 1909—1989)[4], профессор Висконсинского университета в Мадисоне.[5]
- Онуфрий Константинович Житомирский (1891—1942), математик и педагог, профессор ЛГУ, автор научных трудов по геометрии и задачников.
- Виктор Константинович Житомирский (1894—1954), эпидемиолог и микробиолог, профессор Хабаровского научно-исследовательского института эпидемиологии и микробиологии, Сталинабадского медицинского института и Хабаровского медицинского института, автор научных трудов по геморрагическим лихорадкам[6]. Внучка — литературовед-германист и библиограф Зинаида Викторовна Житомирская (1918—1980). Внук — писатель Сергей Викторович Житомирский (1929—2004), автор научно-популярных и исторических произведений.
- Валентин Константинович Житомирский (1896—1977), советский учёный в области авиационного моторостроения, доктор технических наук, лауреат Сталинской премии (1949), переводчик[7] (его пасынок А. Д. Кочетков). Правнучка, дочь переводчицы Марии Валентиновны Житомирской — филолог-библеист А. И. Шмаина-Великанова.

Племянник (сын сестры Екатерины) — скульптор Виктор Александрович Синайский.

## Цитата (1915)
…Не только Гоголь или Полонский, всю жизнь писавшие невероятно безграмотно, но и Лермонтов, Тургенев. В факсимиле Тургенева в издании Маркса шесть раз написано «как хорошы, как свежы были розы». Они едва ли окончили бы курсы в наши дни. Гоголь никогда не добрался бы до второго класса гимназии. И трудно допустить, чтобы при таком уровне образования он когда-нибудь все-таки написал бы «Мертвые души» или «Ревизора».К. Г. Житомирский